# Hans Hedtoft (Schiff)
Die Hans Hedtoft war ein 1958 gebautes Kombischiff von Den Kongelige Grønlandske Handel (KGH). Das als unsinkbar deklarierte und damals modernste Schiff Dänemarks sank am 30. Januar 1959 auf der Rückreise von seiner Jungfernfahrt durch eine Kollision mit einem Eisberg, wobei alle 95 Menschen an Bord ums Leben kamen. Das Schiffswrack wurde nie gefunden. Der Untergang der Hans Hedtoft spielt wegen seiner Ursachen und Folgen eine wichtige Rolle in der dänischen und grönländischen Seefahrts- und Politikgeschichte.

## Vorgeschichte

### Die Entwicklung der Grönlandschifffahrt
Grönland gehörte seit 1721 zum damaligen Dänemark-Norwegen. Mit der Gründung des KGH wurde 1774 der regelmäßige Handelsverkehr zwischen Grönland und Dänemark per Schiff bedeutender. Seit 1797 betrieb der KGH durchgehend Schiffsverkehr zwischen Dänemark und der arktischen Kolonie. Das Wetter im Nordatlantik ist unbeständig und plötzliche Stürme und Eis können gerade im Winter die Seefahrt erschweren. Die anfangs eingesetzten Segelschiffe des KGH konnten im Winter nicht zwischen Dänemark und Grönland verkehren. 1887 wurde mit der Hvidbjørnen erstmals ein Dampfschiff für den KGH eingesetzt, das 1895 sank, nachdem es vom Eis eingeschlossen und der Rumpf zerstört wurde. Alle Personen an Bord überlebten. Als Ersatz wurde die Castor gekauft, die auf ihrer zweiten Fahrt 1896 mitsamt der Besatzung spurlos verschwand. 1927 erhielt der KGH mit der Disko das erste Motorschiff. Erst 1940 verkehrte das erste Mal im Winter ein Schiff zwischen Dänemark und Grönland. 1942, während des Zweiten Weltkriegs, verlor der KGH zwei weitere Handelsschiffe, die Gertrud Rask und die Hans Egede. Seit 1952 verkehrte mit der 1949 gebauten Umanak erstmals regelmäßig ein Schiff zwischen Dänemark und Grönland, auch im Winter.

### Diskussion um den Winterverkehr
Am 15. Dezember 1956 gab der KGH ein neues Schiff an der Werft in Frederikshavn in Auftrag, um dem steigenden Transportaufkommen nachzukommen. Nachdem im Januar und Februar 1957 die Umanak des KGH zweimal in Seenot geriet, wobei ein Matrose ums Leben kam, kamen starke Zweifel auf, ob der Schiffsverkehr im Winter verantwortbar wäre. Der KGH unter Direktor Hans C. Christiansen und das Grönlandsministerium unter der Führung von Minister Johannes Kjærbøl hielten ihn jedoch für unbedenklich. Dem gegenüber standen die Meinungen der Kapitäne, vor allem Otto Andreas Møller, der die Umanak im Winter 1957 führte, und des grönländischen Folketingsmitglieds Augo Lynge. Er fragte Kjærbøl im Parlament, ob er es angesichts der Geschehnisse um die Umanak weiter für verantwortbar hielte, Schiffe im Winter zwischen Grönland und Dänemark verkehren zu lassen, weil die Überlebenschancen im Falle eines Untergangs sehr gering seien. Kjærbøl antwortete, dass der KGH nur fortführe, was die Amerikaner während des Zweiten Weltkriegs, als das Dritte Reich Dänemark besetzt hielt, begonnen hatten, aber dass ein ganzjähriger Güter- und Passagiertransport per Schiff mittlerweile unabdingbar geworden war. Mit speziell ausgerüsteten und modernen Schiffen könne dieser auch im Winter relativ gefahrlos durchgeführt werden. Augo Lynge gab sich mit der Antwort des Ministers wenig zufrieden und fragte, wieso der Verkehr nicht per Luft abgewickelt werden könne, selbst wenn dies kostspieliger wäre, ginge es doch um die Sicherheit von Menschenleben. Der zivile Luftverkehr in Grönland begann sich zu jener Zeit gerade zu entwickeln. Johannes Kjærbøl wurde daraufhin persönlich und meinte, dass Augo Lynges Aufenthalt auf der Umanak doch einen ziemlichen Eindruck auf ihn gemacht haben musste, aber dass er selbst bereits viele Male bei starken Orkanen und widrigsten Wetterbedingungen auf der Strecke verkehrt sei. Es sei jedoch nie zur Katastrophe gekommen; das Ganze werde überhaupt nur zum Wohle der Grönländer getan. Letztendlich setzte sich Kjærbøl durch und der KGH ließ ein Schiff in Auftrag geben, dessen Sicherheitsvorkehrungen das Schiff auch im Winter am Kap Farvel unsinkbar machen sollten. Noch im Mai 1957 wurde Johannes Kjærbøl im Zuge der Folketingswahl durch Kai Lindberg als Grönlandsminister abgelöst.

## Schiff
Die 1956 in Auftrag gegebene Hans Hedtoft wurde in Frederikshavn am 28. Dezember 1957 unter der Baunummer 226 auf Kiel gelegt. Das Schiff maß 2875 BRT, war knapp 83 m lang, 14 m breit und hatte einen Tiefgang von 6,4 m. Der Motor wurde vom dänischen Unternehmen Burmeister & Wain hergestellt und konnte das Schiff auf eine Geschwindigkeit von bis zu 14 kn bringen. 60 Passagiere konnte es nebst Gütern und etwa 40 Besatzungsmitgliedern aufnehmen.
Die Hans Hedtoft war speziell für den Wintereinsatz gebaut, wie Kjærbøl es verlangt hatte. Zu diesem Zweck verfügte der Rumpf des Schiffs über einen verstärkten Steven, einen Doppelboden und über sieben Abteilungen, die durch sechs Schotten voneinander getrennt waren. Die Bauausführung sollte den Wassereinbruch im Falle einer Eiskollision verringern und das Sinken verhindern. Aufgrund der Maßnahmen erklärte man das Schiff als unsinkbar, weshalb es der Stolz der grönländischen Flotte war.
Das Schiff verfügte zudem über drei Leichtmetallrettungsboote für je 35 Personen, die je allein bereits für alle Menschen an Bord gereicht hätten. Dazu kamen eine Barkasse und vier Schlauchboote für je 12 Personen. Im Falle einer Notsituation hätten also theoretisch problemlos alle Passagiere und Besatzungsmitglieder vom Schiff evakuiert werden können.
Am 13. August 1958 war das Schiff nach etwa siebeneinhalb Monaten Bauzeit fertiggestellt. Anschließend wurden mehrere Probefahrten unternommen, bevor die Hans Hedtoft am 17. Dezember an den KGH übergeben wurde. Fünf Tage später erhielt sie ihre Zulassung. Benannt war das Schiff nach dem dänischen Politiker Hans Hedtoft, der von 1947 bis 1950 und von 1953 bis zu seinem Tod 1955 dänischer Staatsminister war.

### DieHans Hedtoftals Kriegsschiff
Der Öffentlichkeit und dem Parlament unbekannt war damals die Tatsache, dass das Schiff auch als Kriegsschiff gebaut worden war. Das dänische Verteidigungsministerium hatte darauf bestanden, dass im Kriegsfall ein entsprechend ausgerüstetes Schiff die Versorgung des dänischen Militärs in Grönland aufrechterhalten könne. Dänemark hatte im Zweiten Weltkrieg die Kontrolle über Grönland verloren, das in diesem Zeitraum über die Vereinigten Staaten versorgt wurde (siehe Grönland im Zweiten Weltkrieg). Zu diesem Zweck konnten auf dem Schiff drei 40-mm-Flakgeschütze montiert werden. Zudem gab es einen Munitionsraum an Bord. Im Voraus hatte man die Kanonen getestet und anschließend zur Tarnung demontiert und im Frachtraum verstaut.
Der Vizedirektor des KGH, Magnus Jensen, widersetzte sich stark den Plänen des Ministeriums, vor allem, weil er sah, dass Dänemark sich ein Kriegsschiff für den aktiven Gebrauch in arktischen Gewässern sichern wollte, er konnte sich aber nicht durchsetzen. Eske Brun, der zu diesem Zeitpunkt Abteilungsleiter für die Verwaltung Grönlands im Grönlandsministerium war, unterstützte die Pläne des Verteidigungsministeriums. Weil aber Kai Lindberg keinen Finanzierungsantrag beim Parlament für die geheimen Pläne stellen wollte, entschied sich schließlich der KGH-Direktor Hans C. Christiansen, die Mehrkosten in Höhe von 24.000 Dänischen Kronen seitens des KGH zu übernehmen, während das Verteidigungsministerium die Kanonen finanzierte.

## Jungfernfahrt
Am 7. Januar 1959 legte die Hans Hedtoft zu ihrer Jungfernfahrt von Kopenhagen nach Qaqortoq ab. Das Schiff sollte dabei vom 57-jährigen Kapitän Poul Ludvig Rasmussen geführt werden. Die Offiziere an Bord waren Helge Bantz (Erster Offizier), Hans Richard Jacobsen (Zweiter Offizier) und Ulf Kaulbach (Dritter Offizier). Carl Dejligbjerg war der Funker. Vor allem Bantz wurde für seine navigatorischen Fähigkeiten geschätzt. Kapitän Rasmussen war einer der wenigen Kapitäne, die den Winterverkehr voll unterstützten.
Man hatte geplant, dass das Schiff am 13. Januar Qaqortoq erreichen sollte, was einen Schnelligkeitsrekord bedeutet hätte. Anschließend sollte das Schiff weiter nach Nuuk fahren, das es am 18. Januar anlaufen sollte. Als nächster Halt wurde Sisimiut eingeplant, das weitere fünf Tage später am 23. Januar erreicht werden sollte. Von dort aus sollte die Hans Hedtoft umdrehen, wieder gen Süden fahren und als letzten Halt am 25. Januar Maniitsoq erreichen. Die Ankunft in Kopenhagen wurde für den 29. Januar, den vierten Todestag von Hans Hedtoft, anberaumt.
Am 7. Januar verließ die Hans Hedtoft pünktlich um 10 Uhr Kopenhagen mit 55 Passagieren an Bord. Am Morgen des 14. Januar lief das Schiff in Qaqortoq ein. Auch wenn das Schiff damit einen Tag länger gebraucht hatte als geplant war, hatte die Hans Hedtoft dennoch einen Geschwindigkeitsrekord auf der Strecke aufgestellt und die Mannschaft wurde als Helden in Qaqortoq empfangen. Anschließend fuhr das Schiff weiter nach Nuuk, wo es einen Tag zu früh, also am 17. Januar ankam. Sisimiut wurde ebenfalls einen Tag zu früh am 22. Januar erreicht. Zwei Tage später lief das Schiff – insgesamt einen Tag früher als geplant – in Maniitsoq ein, womit die Jungfernfahrt beendet war.
Man hatte zu diesem Zeitpunkt bereits festgestellt, dass das Schiff übermäßig rollte, schob das aber auf die Bauweise und sah keine Sicherheitsrisiken in dieser Beobachtung.

## Rückfahrt

### Beginn der Fahrt
Obwohl die Hans Hedtoft erst am 29. Januar von Maniitsoq aus die Rückfahrt nach Kopenhagen antreten sollte, verließ sie den Ort bereits am 26. Januar, um noch einen Zwischenhalt in Qaqortoq einzulegen. Qaqortoq wurde am 28. Januar erreicht und das Schiff wurde dort beladen. Am 29. Januar um 21:15 verließ die Hans Hedtoft erneut mit 55 Passagieren und 40 Besatzungsmitgliedern unter derselben Führung Qaqortoq und fuhr in Richtung Kopenhagen. Das Wetter war zu diesem Zeitpunkt gut. Es war leicht bewölkt, der Wind blies mit einer Windstärke von etwa vier bis fünf Beaufort und es herrschte eine Temperatur von etwa −3 °C.
In der folgenden Nacht um 3 Uhr Ortszeit befand sich das Schiff etwa 45 km südwestlich von Nanortalik auf der Position 59° 54′ 0″ N, 45° 54′ 0″ W mit Kurs gen Südosten bei einer Geschwindigkeit von 10 bis 12 Knoten bei schwachem Wind und einer guten Sicht von etwa 10 Seemeilen. Die nächste Meldung erfolgte um 9 Uhr, als sich das Schiff etwa 36 km südsüdwestlich von Narsarmijit auf der Position 59° 42′ 0″ N, 44° 54′ 0″ W befand. Man meldete, dass Schneefall eingesetzt habe, eine frische Brise wehe und die Sichtweite auf unter eine Seemeile gesunken sei. Aus diesem Grund verlangsamte die Besatzung das Schiff auf 7 bis 9 Knoten. Anschließend wurde die Geschwindigkeit jedoch möglicherweise wieder auf 13 Knoten erhöht. Um 11 Uhr meldete die Hans Hedtoft offenes Wasser mit einigen Eisschollen im Meer. Um 13:32 empfing die Wetterstation Ikerasassuaq am Eingang des Prins Christian Sunds die Meldung, dass alles in Ordnung sei.

### Untergang
Um 13:50 Uhr empfing die Radiostation in Qaqortoq eine Notmeldung von der Hans Hedtoft, und um 13:56 Uhr funkte die Besatzung SOS. Die Meldung, dass das Schiff etwa 60 km südöstlich des Kap Farvel auf der Position 59° 30′ 0″ N, 43° 0′ 0″ W mit einem Eisberg kollidiert war, wurde in Ikerasassuaq empfangen. Funker Carl Dejligbjerg teilte mit, dass beim Zusammenstoß die Antennenanlage beschädigt worden war, aber er sie zügig reparieren konnte. Um 14:10 Uhr erfolgte eine weitere SOS-Meldung ebenso wie um 14:41 Uhr, als gemeldet wurde, dass sich der Maschinenraum wegen eines Lecks mit Wasser füllte. Um 14:44 Uhr funkte die Hans Hedtoft das deutsche Fischereischutzboot Poseidon an und bat um Hilfe. Drei Minuten später erfolgte die Antwort, dass sich der deutsche Trawler Johannes Krüss näher befinde und zur Hilfe kommen würde. Seine Position wurde dabei mit 59° 25′ 0″ N, 42° 30′ 0″ W angegeben, was etwa 30 km ostsüdöstlich der Stelle lag, an der die Hans Hedtoft die erste SOS-Meldung abgesetzt hatte. Nach einigen Minuten Kommunikation mit der Johannes Krüss bat die Hans Hedtoft erneut auch die Poseidon um Hilfe. Um 16:10 Uhr meldete die Hans Hedtoft auf Nachfrage eine große Menge an Eisschollen und um 16:14 Uhr funkte auch die Johannes Krüss an die Hans Hedtoft und nach Ikerasassuaq, dass Schneewehen, Eis und hoher Seegang ein Erreichen der Hans Hedtoft bei einer Geschwindigkeit von 10 Knoten erst in ein bis zwei Stunden möglich machen würden. Um 16:41 Uhr bat die Johannes Krüss die Hans Hedtoft um das Abfeuern von Signalraketen. Um kurz nach 17 Uhr wurden mehrere Signalraketen abgefeuert, die jedoch von der Johannes Krüss als nicht gesehen vermeldet wurden. Zu diesem Zeitpunkt war der Strom an Bord der Hans Hedtoft bereits ausgefallen. Um 17:21 Uhr richtete die Johannes Krüss ihre Scheinwerfer in den Himmel, aber die Hans Hedtoft vermerkte, auch diese nicht sehen zu können. Um 17:41 Uhr meldete man, dass das Schiff jetzt langsam untergehe. Um 17:45 Uhr erfolgte eine weitere Meldung der Johannes Krüss, dass das Meer voller Eis sei und die Fahrt erschwere. Zeitgleich überflogen kanadische Flugzeuge das Gebiet, die von der Hans Hedtoft gesehen wurden. Um 18:06 Uhr wurde ein letztes undeutliches Signal empfangen, das als „Wir sinken jetzt.“ gedeutet wurde. Die Johannes Krüss fragte anschließend nochmals bei der Hans Hedtoft an, erhielt aber keine Antwort mehr.

#### Vermutungen zum Unglücksverlauf
Die Besatzung der Hans Hedtoft hatte kaum genauere Informationen zum Unglücksvorgang und zu den Schäden gemeldet. Es liegt allerdings kein Zweifel vor, dass mindestens beide Maschinenräume geflutet worden waren, wenn nicht noch mehr der Räume, weil der Eisberg mehrere Löcher in den Rumpf gerissen oder die Schotten zerstört hatte. Die Flutung eines einzigen Raumes – auch des Hauptmaschinenraums – hätte wegen des Ersatzmaschinenraums eine Weiterfahrt des Schiffes ermöglicht.
L. Coulet-Svendsen, der als Schiffsinspekteur für den KGH arbeitete, nahm an, dass die Sicht so schlecht war, dass die Besatzung den Eisberg lange nicht sah und erst anschließend auszuweichen versuchte. Ebenso wie bei der Titanic streifte das Schiff den Eisberg seitlich und erlitt so deutlich fatalere Schäden, als wenn es einfach auf den Eisberg aufgefahren wäre. Willy Nielsen, der als Funker in Qaqortoq arbeitete, behauptete, dass die Radaranlage an Bord der Hans Hedtoft beschädigt gewesen wäre und nur in einem Umkreis von zwei Seemeilen funktionierte. Auch deshalb könnte es sein, dass die Besatzung den Eisberg nicht sah. Ebenso vermutete man, dass wegen des Seegangs, der Temperaturen und der damit einhergehenden Vereisung keine Rettungsboote zu Wasser gelassen werden konnten und die Menschen an Bord mitsamt dem Schiff untergegangen waren.
Carl Dejligbjerg war sich während des Funkens sicher, dass die Johannes Krüss die Stelle schnell erreichen würde und somit alle Personen an Bord das sinkende Schiff direkt hätten verlassen können. Möglicherweise waren auch deshalb keine Rettungsboote zu Wasser gelassen worden. Die Personen an Bord waren ruhig, da auch sie von einer baldigen Rettung ausgingen. Hans Boisen, der von Qaqortoq aus mit der Hans Hedtoft funkte, meinte später, dass das Schiff am Ende sehr schnell über die oberen Decks mit Wasser volllief und kenterte, weswegen Dejligbjerg kaum mehr die letzte Meldung absetzen konnte, die nicht mehr klar verständlich war.

#### Opfer

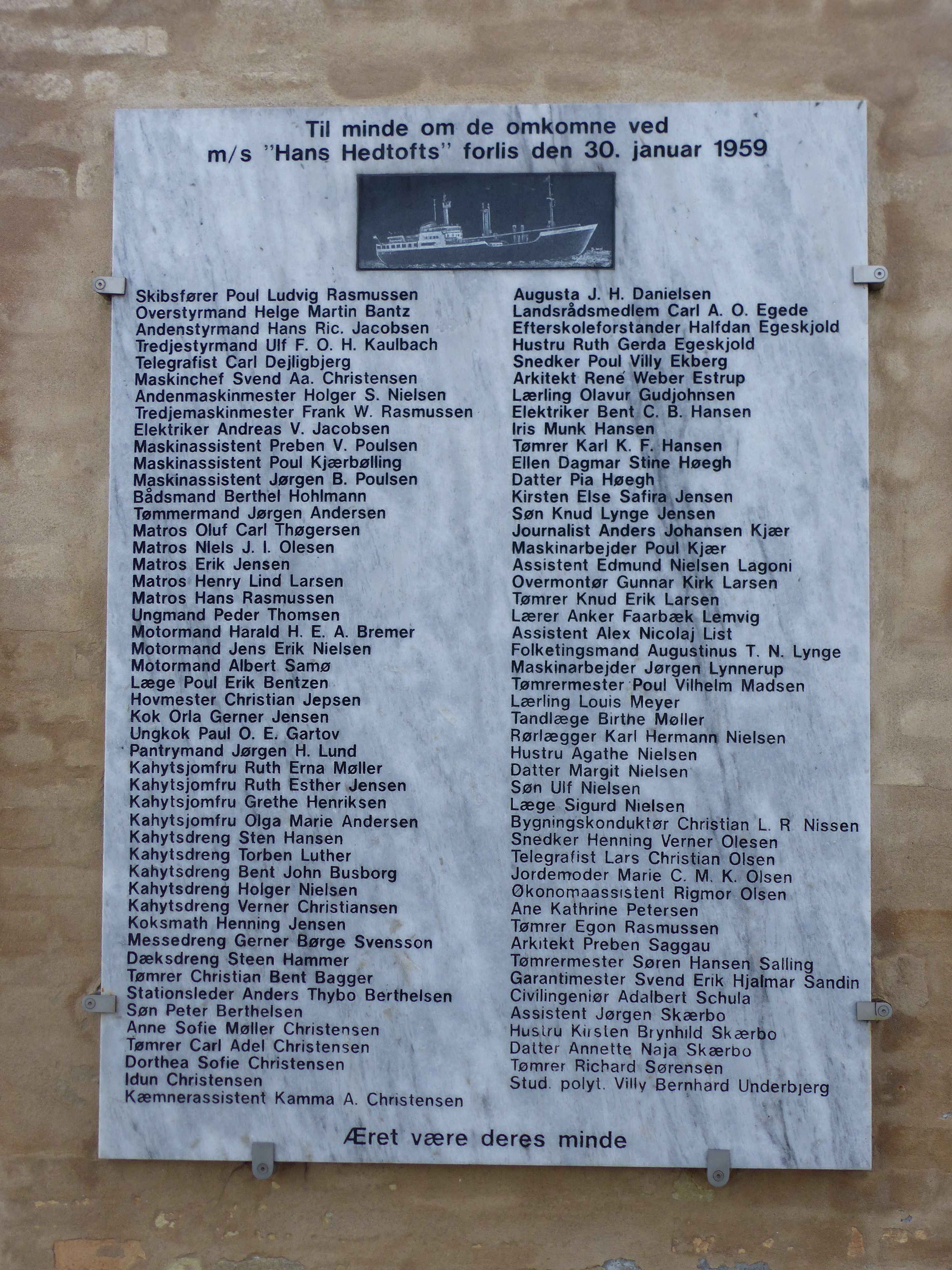
Erinnerungstafel an die Opfer des Untergangs in Kopenhagen

95 Menschen kamen an Bord der Hans Hedtoft ums Leben. Davon waren 40 Besatzungsmitglieder und 55 Passagiere. Unter den Passagieren befanden sich das grönländische Folketingsmitglied Augo Lynge, der ein entschiedener Gegner der Winterschifffahrt war und zuvor bereits auf der Umanak nur knapp dem Tod entkommen war, sowie Carl Egede, der ab 1955 im Grønlands Landsråd saß. Beide waren auf dem Weg zur Verwaltungsratssitzung des KGH. Auch Anders Thybo Berthelsen, der Leiter der Station Ikerasassuaq, mit der die Hans Hedtoft kommunizierte, befand sich mit seinem vierjährigen Sohn Peter an Bord des Schiffes. Während die Besatzung aus Dänemark stammte, waren die Passagiere etwa zu gleichen Anteilen Dänen und Grönländer. 19 Personen an Bord waren Frauen und sechs waren Kinder.

#### Verluste
Neben den Passagieren und Besatzungsmitgliedern befanden sich auch Güter an Bord der Hans Hedtoft. Ein Großteil der insgesamt etwa 958 t Transportgut bestand aus Salzfisch (444 t), Tiefkühlwaren (205 t) und Garnelen und Fischmehl (88 t). Allerdings befanden sich auch 249 Kisten mit unersetzbaren historischen Dokumenten an Bord. Ein Drittel des gesamten damaligen grönländischen Nationalarchivs sollte damals in das Rigsarkivet nach Kopenhagen gebracht werden. Mit dem Schiffsuntergang gingen folglich unter anderem das gesamte südgrönländische Inspektoratsarchiv bis 1933 und zahlreiche Kirchenbücher seit 1780 für immer verloren.

## Suche

### Die ersten Stunden
Direkt nach Erhalten des Notrufs in Ikerasassuaq wurde in der ehemals US-amerikanischen Marinestation Grønnedal (Kangilinnguit) die Rettungsaktion unter der Leitung des Chefs von Grønlands Kommando, Johannes Jegstrup, und des ehemaligen grönländischen Gouverneurs, Polizeimeister Carl Frederik Bistrup Simony, koordiniert.
Die Johannes Krüss erreichte die Unglücksstelle gegen 19:30 und kreuzte die Gegend bis etwa 22 Uhr, fand dort aber nichts mehr. Der Funker ging später davon aus, dass der Orkan das Schiff bis zu 25 Seemeilen weggetrieben hatte, bevor es sank, und dass die Positionsangabe der Hans Hedtoft somit nicht mehr der echten Position entsprach, auf der die Johannes Krüss suchte. Eine andere Möglichkeit war, dass der Kapitän bei seinem Notruf versehentlich falsche Koordinaten angegeben hatte. Die angegebene Position 59° 30′ N, 43° 00′ W entspricht dezimal 59,50° N, 43,00° W. Es ist möglich, dass Kapitän Rasmussen eigentlich 59,05° N, 43° W meinte und einen Zahlendreher eingebaut hatte. Dafür spricht, dass der KGH verlauten ließ, dass die Route ihrer Schiffe nicht so nah an der Küste verlaufen würde. Zahlreiche Peilungen führten während des Untergangs zu widersprüchlichen Ergebnissen, sodass nicht ganz klar ist, wo die Hans Hedtoft wirklich gesunken war.
In den nächsten Stunden erreichte kein weiteres Schiff die Unglücksstelle. Die Schiffe in der Umgebung meldeten später, dass zum Zeitpunkt des Unglücks große Mengen an Eis, 7 bis 11 m hohe Wellen und Windstärke 10 bis 12 das Erreichen der Hans Hedtoft unmöglich gemacht hatten.

### Die nächsten Tage
Zahlreiche weitere Schiffe und Flugzeuge aus den USA, Kanada, Grönland, Island und den Färöern beteiligten sich in den folgenden Tagen an der Suche nach Überresten der Hans Hedtoft oder Überlebenden in Rettungsbooten. Der deutsche Trawler Justus Haslinger meldete mehrere Stunden nach dem Verschwinden der Hans Hedtoft ein Objekt in etwa 1600 m Entfernung auf dem Radarschirm.
Am 31. Januar meldete die Johannes Krüss, dass sie ein Holzstück im Wasser habe treiben sehen, das sie wegen des Seegangs aber nicht an Bord bringen konnte. Am Nachmittag musste die Johannes Krüss das Gebiet verlassen, weil der Treibstoff knapp wurde. Nach Absprache mit der Campell nahm sie Kurs auf Labrador, folgte hierbei aber der Abdriftroute der Hans Hedtoft, um nach Wrackteilen und Rettungsbooten Ausschau zu halten. Gegen 20 Uhr erreichte der färöische Trawler Teisten das Gebiet. Die Poseidon, die US-amerikanische Campbell und die Umanak des KGH befanden sich in der näheren Umgebung, konnten die Unglücksstelle aber immer noch nicht erreichen.
Am Folgetag drehte sich der Wind und drückte das Eis wieder nach Norden. Die drei Schiffe erreichten das Gebiet schließlich am 1. Februar. Am selben Tag entdeckte ein Flugzeug einen größeren Gegenstand im Wasser, bei dem es sich um ein Rettungsboot gehandelt haben könnte. Die Teisten und die Umanak landeten am selben Tag noch in Narsarmijit und Grønnedal an. Um 17:05 empfingen mehrere Orte in Grönland nicht verständliche Morsecodes, was zu der Annahme führte, dass ein des Morsealphabets nicht kundiger Schiffbrüchiger sie aus einem Rettungsboot gesendet haben könnte.
Am 2. Februar war die Unglücksstelle schließlich wieder eisfrei. Zeitgleich waren im Unglücksgebiet aber auch bis zu 9 m hohe Wellen, die die Suche erschwerten, weswegen vorerst kein Schiff die Gegend weiter absuchte. Um 17:20 wurden erneut Signale aufgefangen, die später jedoch der Campbell zugeordnet wurden.
Am 3. Februar entdeckte ein Flugzeug mehrere Fässer, die etwa 100 km westnordwestlich der Unglücksstelle schwammen.
Am 4. Februar überflog ein US-amerikanisches Flugzeug einen 8 m langen Holzmast, der allem Anschein nach noch nicht lange im Wasser geschwommen war. Die Umanak, die Teisten und die H. J. Rink des Grönlandministeriums suchten an diesem Tag die Unglücksstelle weiter ab, während die Poseidon die Gegend verließ.
Am 5. Februar begann die Disko des KGH mit der Suche.
Nachdem bis zum 6. Februar ein Gebiet von 7000 Quadratseemeilen (24000 km²) südlich des Kap Farvel abgesucht worden war, wurde die Suche eingestellt und die Hans Hedtoft als verschollen sowie die Menschen an Bord für tot erklärt.

## Folgen

### Politische Folgen
Der Untergang der Hans Hedtoft löste eine Staatstrauer aus in Dänemark und Grönland. Nach dem Untergang lag der Fokus der Kritik auf dem ehemaligen Grönlandsminister Johannes Kjærbøl. Er hatte den Bau der Hans Hedtoft und den Wintereinsatz vor allem mithilfe einer Erklärung der KGH-Kapitäne vom 11. März durchgesetzt, dass sie den Einsatz nun befürworten würden. Schnell kam der Verdacht auf, dass Kjærbøl zur Stützung seiner eigenen Position die Kapitäne gezwungen hatte, die Erklärung zu unterschreiben. Es wurde ein Ausschuss einberufen, der die Hintergründe um Kjærbøl aufklären sollte. Er kam zum Schluss, dass Johannes Kjærbøl entgegen seiner Aussage von der ersten Erklärung der Kapitäne vom 8. März gewusst hatte und somit vorsätzlich ihre Einwilligung verlangt hatte. Die Opposition aus Det Konservative Folkeparti, der Venstre und Danmarks Kommunistiske Parti forderte eine Anklage gegen Kjærbøl, aber es blieb bei mahnenden Worten. Die Angelegenheit hatte keine größeren Auswirkungen mehr auf ihn, da er seine politische Karriere mit seinem Ausscheiden als Grönlandsminister ohnehin beendet hatte.
Das See- und Handelsgericht in Kopenhagen maß dem Vorfall ebenfalls keine größere Bedeutung zu und behandelte die Sache nur oberflächlich. Der KGH wurde nur zwei Stunden lang verhört, der Kapitän der Johannes Krüss und die Funker in Qaqortoq und Ikerasassuaq gar nicht. In Bremerhaven wurde ebenfalls eine Gerichtsverhandlung vorgenommen. Sie war genauer, und als der Richter in Kopenhagen davon hörte, verlangte er die dort untersuchten Ergebnisse, was jedoch nicht zu einem Neuaufrollen des Falls führte.
1964 wurde als direkte Folge der Geschehnisse um die Hans Hedtoft das Ministeransvarlighedsloven (Ministerverantwortungsgesetz) beschlossen, durch das Minister für vorsätzliche oder fahrlässige fehlerhafte Amtsausübung nach dem bürgerlichen Recht haftbar gemacht werden konnten.

### Weitere Folgen
Der Kapitän der Johannes Krüss, Albert Sierck, erhielt nach dem Unglück für seinen mutigen Einsatz unter Lebensgefahr von König Frederik IX. das Ritterkreuz des Dannebrogordens verliehen.
Es entstand zudem eine neue Debatte um die Verantwortbarkeit der Winterschifffahrt. Der zum Zeitpunkt des Unglücks amtierende Grönlandminister Kai Lindberg ließ einen Ausschuss einrichten, um das Risiko für die Zukunft zu untersuchen und auszumachen, ob die Winterschifffahrt fortgeführt werden sollte und wie Notfall- und Rettungsmaßnahmen in Grönland verbessert werden könnten. Am 2. September 1959 konkludierte der Ausschuss, dass ein ganzjähriger Güterverkehr zwischen Dänemark und Grönland notwendig war, aber nur unter der Bedingung des Ausbaus von Sicherheitsmaßnahmen durchgeführt werden dürfe. Der Passagierverkehr wurde zwischen Dezember und Februar untersagt. Schließlich wurden die Radiostationen an der grönländischen Küste und die Wetterdienste zu Sicherheitszwecken ausgebaut und in Narsarsuaq eine Seenotrettungsbasis und eine Eismeldestation mit Patrouillenflügen über das Meer errichtet, um solche Unglücke in Zukunft eher verhindern zu können.

### Spätere Entwicklung

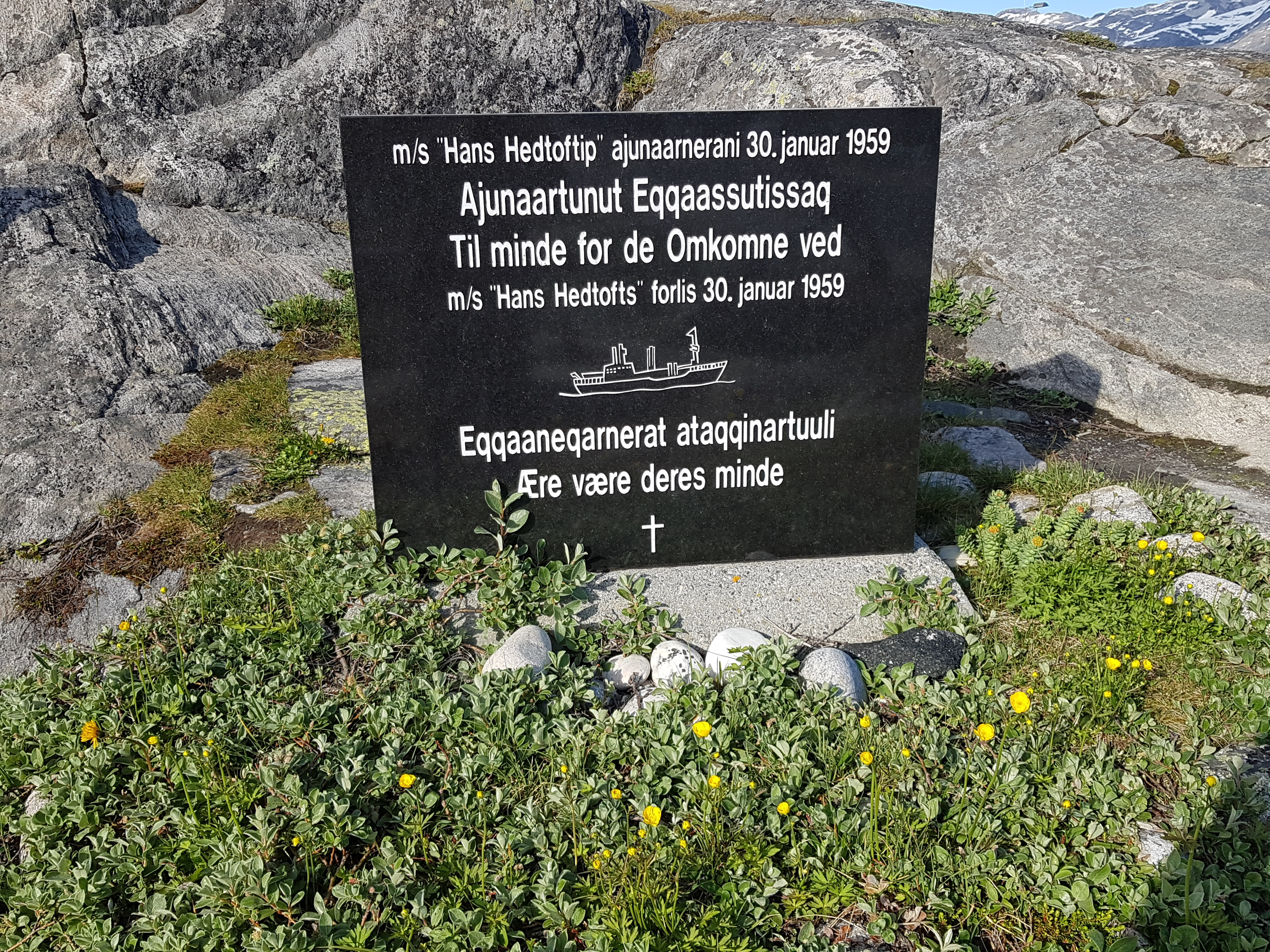
Gedenktafel für die Opfer der Hans Hedtoft in Nuuk (2022)

Die Hans Hedtoft blieb verschollen. Erst nach neun Monaten wurde in Island einer ihrer Rettungsringe angespült. Es ist das einzige Objekt, das vom Schiff noch erhalten ist. Er hängt heute mitsamt einer Gedenktafel in der Kirche von Qaqortoq. Weitere Gedenktafeln finden sich seit 2005 in Kopenhagen und in Nanortalik. 50 Jahre nach dem Unglück fanden Erinnerungszeremonien in Grönland und Dänemark statt. Auch zum 60. Jahrestag des Unglücks wurden 2019 Erinnerungsgottesdienste in Nuuk und Kopenhagen begangen.
2003 initiierte der Marinehistoriker Thomas de Richelieu ein Projekt, um das Wrack der Hans Hedtoft suchen zu können, vor allem deshalb, weil man sich nicht vorstellen konnte, dass der erfahrene Kapitän Rasmussen die Kollision mit dem Eisberg durch einen Navigationsfehler verursacht hatte. Das Projekt erhielt 2004 die Unterstützung der grönländischen Regierung. 2005 versuchte man, zwei Wochen der Galathea-3-Expedition dafür aufwenden zu dürfen, das Wrack zu suchen. Der Vorschlag wurde abgelehnt, aber als die Vædderen, mit der die Expedition durchgeführt wurde, die Stelle auf ihrer geplanten Route überfuhr, brachte man zwei Stunden für eine Suche nach dem Wrack auf, bei der gemäß den Erwartungen an eine oberflächlich durchgeführte Suche keine Ergebnisse geliefert wurden. Bis heute wurde keine Expedition ausschließlich bezüglich der Ortung des Wracks der Hans Hedtoft durchgeführt.

## Bedeutung
Der Untergang der Hans Hedtoft ist bis heute eines der größten dänischen Schiffsunglücke sowie einer der verlustreichsten Schiffsuntergänge, der durch einen Eisberg verursacht wurde. Wegen der vielen Parallelen zur Titanic (Eisberg, Untergang kurz nach Bau, vermeintliche Unsinkbarkeit) spricht man bei der Hans Hedtoft auch von der „dänischen Titanic“. Auch der Verlust der wichtigen Staatsdokumente, der politische Rahmen vor und nach dem Unglück und nicht zuletzt die Auswirkungen auf die grönländisch-dänischen Verkehrs- und Transportverhältnisse machen die Hans Hedtoft zu einem der wichtigsten Kapitel der grönländischen und dänischen Schifffahrtsgeschichte.